# Episodi di Miss Farah (prima stagione)
La prima stagione della serie televisiva Miss Farah è andata in onda negli Stati Uniti dal 29 dicembre 2019 all'27 gennaio 2020 sul network MBC4.
In Arabia Saudita, la stagione è stata interamente pubblicata sul servizio on demand Shahid il 29 dicembre 2019.
In Italia, la stagione è stata interamente pubblicata sul servizio on demand Netflix il 21 dicembre 2020.
La stagione è stata trasmessa in prima visione gratuita su Rai 2 dal 23 giugno al 28 luglio 2021.
| n° | Titolo arabe          | Titolo originale   | Titolo italiano   | Prima TV USA     | Pubblicazione Italia | Prima TV Italia |
| -- | --------------------- | ------------------ | ----------------- | ---------------- | -------------------- | --------------- |
| 1  | الفصل الأول           | Chapter One        | Capitolo 1: Pilot | 29 dicembre 2019 | 21 dicembre 2020     | 23 giugno 2021  |
| 2  | الفصل الثاني          | Chapter Two        | Capitolo 2        | 30 dicembre 2019 | 21 dicembre 2020     | 23 giugno 2021  |
| 3  | الفصل الثالث          | Chapter Three      | Capitolo 3        | 31 dicembre 2019 | 21 dicembre 2020     | 23 giugno 2021  |
| 4  | الفصل الرابع          | Chapter Four       | Capitolo 4        | 1 gennaio 2020   | 21 dicembre 2020     | 29 giugno 2021  |
| 5  | الفصل الخامس          | Chapter Five       | Capitolo 5        | 2 gennaio 2020   | 21 dicembre 2020     | 29 giugno 2021  |
| 6  | الفصل السادس          | Chapter Six        | Capitolo 6        | 5 gennaio 2020   | 21 dicembre 2020     | 29 giugno 2021  |
| 7  | الفصل السابع          | Chapter Seven      | Capitolo 7        | 6 gennaio 2020   | 21 dicembre 2020     | 30 giugno 2021  |
| 8  | الفصل الثامن          | Chapter Eight      | Capitolo 8        | 7 gennaio 2020   | 21 dicembre 2020     | 30 giugno 2021  |
| 9  | الفصل التاسع          | Chapter Nine       | Capitolo 9        | 8 gennaio 2020   | 21 dicembre 2020     | 30 giugno 2021  |
| 10 | الفصل العاشر          | Chapter Ten        | Capitolo 10       | 9 gennaio 2020   | 21 dicembre 2020     | 7 luglio 2021   |
| 11 | الفصل الحادي عشر      | Chapter Eleven     | Capitolo 11       | 12 gennaio 2020  | 21 dicembre 2020     | 7 luglio 2021   |
| 12 | الفصل الثاني عشر      | Chapter Twelve     | Capitolo 12       | 13 gennaio 2020  | 21 dicembre 2020     | 7 luglio 2021   |
| 13 | الفصل الثالث عشر      | Chapter Thirteen   | Capitolo 13       | 14 gennaio 2020  | 21 dicembre 2020     | 14 luglio 2021  |
| 14 | الفصل الرابع عشر      | Chapter Fourteen   | Capitolo 14       | 15 gennaio 2020  | 21 dicembre 2020     | 14 luglio 2021  |
| 15 | الفصل الخامس عشر      | Chapter Fifteen    | Capitolo 15       | 16 gennaio 2020  | 21 dicembre 2020     | 14 luglio 2021  |
| 16 | الفصل السادس عشر      | Chapter Sixteen    | Capitolo 16       | 19 gennaio 2020  | 21 dicembre 2020     | 21 luglio 2021  |
| 17 | الفصل السابع عشر      | Chapter Seventeen  | Capitolo 17       | 20 gennaio 2020  | 21 dicembre 2020     | 21 luglio 2021  |
| 18 | الفصل الثامن عشر      | Chapter Eighteen   | Capitolo 18       | 21 gennaio 2020  | 21 dicembre 2020     | 21 luglio 2021  |
| 19 | الفصل التاسع عشر      | Chapter Nineteen   | Capitolo 19       | 22 gennaio 2020  | 21 dicembre 2020     | 28 luglio 2021  |
| 20 | الفصل العشرون         | Chapter Twenty     | Capitolo 20       | 23 gennaio 2020  | 21 dicembre 2020     | 28 luglio 2021  |
| 21 | الفصل الحادي والعشرون | Chapter Twenty-One | Capitolo 21       | 26 gennaio 2020  | 21 dicembre 2020     | 28 luglio 2021  |
| 22 | الفصل الثاني والعشرون | Chapter Twenty-Two | Capitolo 22       | 27 gennaio 2020  | 21 dicembre 2020     | 28 luglio 2021  |

## Capitolo 1: Pilot
La ventitreenne Farah vive a Sharm El-Sheikh insieme alla religiosissima nonna Magda e alla madre Dalal. Lavora come cameriera al Eden, un hotel di Sharm El-Sheikh, per finanziare i suoi studi ed essere economicamente indipendente. Da bambina pronuncia un voto di castità che promette di rispettare fino al suo matrimonio. Ha un ragazzo, Tareq, che fa il poliziotto.
La sua vita viene sconvolta quando viene accidentalmente inseminata artificialmente da Alia, una dottoressa ex alcolista che, in crisi a causa del fallimento del suo matrimonio, è distratta sul lavoro e confonde Farah con un'altra paziente. Rimasta incinta, Farah si trova a dover affrontare la situazione confrontandosi con Tareq (che non ha intenzione di crescere il figlio di un altro uomo) e il proprietario dello sperma utilizzato per inseminarla, il ricco Shady (nonché padrone del Eden).
Shady vuole che Farah finisca la gravidanza poiché sarebbe l'unica e ultima chance per lui di avere un figlio biologico. Infatti, il campione di sperma era stato congelato prima che a Shady fosse diagnosticato il cancro (dal quale è guarito, ma ne è uscito infertile). Anche Nadine, moglie infedele di Shady, vuole il bambino, ma per uno scopo diverso: il loro matrimonio è in crisi e, con un figlio, la donna avrebbe la possibilità di prolungarlo per fare in modo di ottenere una grossa somma in denaro, prevista dall'accordo pre-matrimoniale.

## Capitolo 2
Quando scopre il passato da playboy di Shady, Farah non sa se continuare la gravidanza: vuole che suo figlio cresca in una buona famiglia, circondato da amore e affetti veri e con due genitori che lo amino e si amino. Non sa ancora che il matrimonio di Nadine e Shady è in crisi.
Shady, nel frattempo, scopre che lui e Nadine hanno interessi comuni: lui non vuole il bambino di Nadine, mentre lei lo vuole a tutti i costi. I due fanno un patto, che rischia di compromettere l'integrità professionale di Tareq. Dalal insiste affinché Farah denunci la dottoressa Alia, che si rivela essere la sorellastra di Shady. L'uomo non prova pietà per la sorella, anzi, invita Farah a procedere con la denuncia, ma si rende conto che la citazione a giudizio significherebbe un'enorme perdita finanziaria per il suo hotel.
Nel frattempo, Dalal ha un incontro con Maged (un famosissimo attore di telenovelas), il papà di Farah, che cerca di convincerla a presentargli la figlia mai conosciuta.